# Аббас аль-Муайяд
Аббас аль-Муайяд бін Абд-ар-Рахман (араб. المؤيد عباس بن عبد الرحمن; помер 1880) – зейдитський імам Ємену. Його правління мало епізодичний характер і тривало не більше 6 місяців.